# Tinteiro

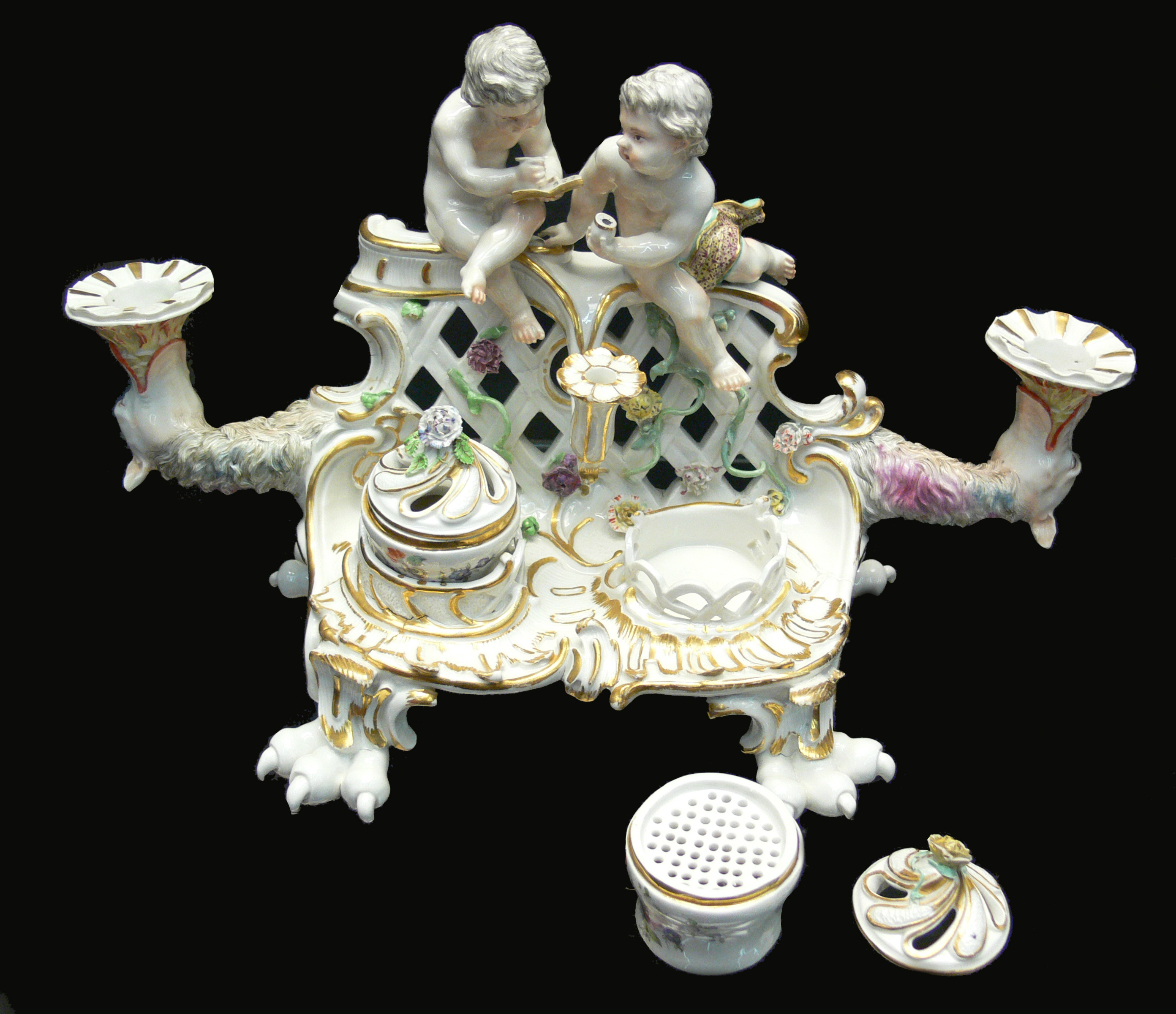
Tinteiro de porcelana alemão

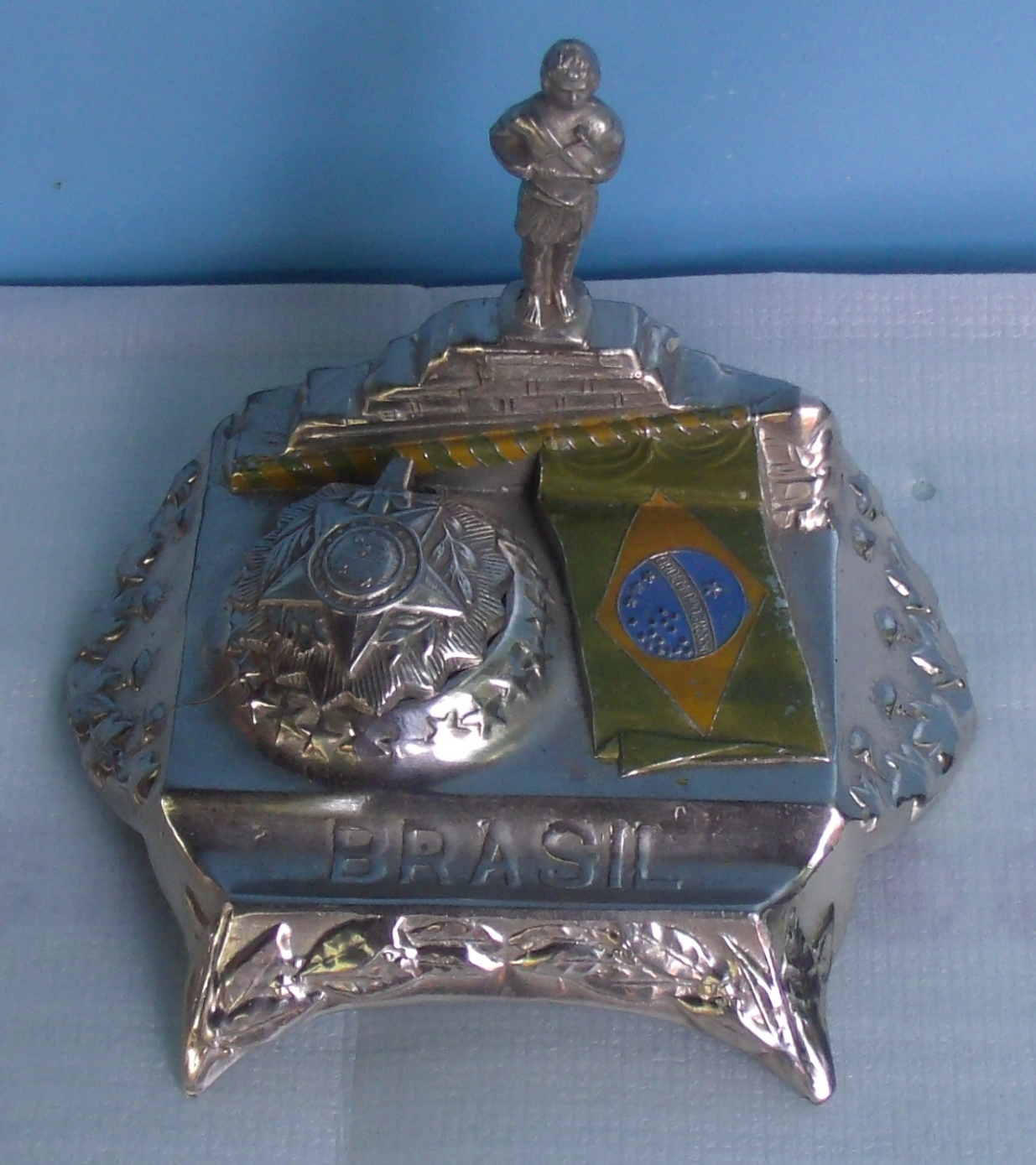
Tinteiro clássico em metal com brasão e bandeira do Brasil.

Tinteiro é um pequeno jarro, frequentemente feito de vidro, porcelana, prata, latão ou peltre, que é usado como recipiente de tinta para a pessoa que está escrevendo. O escritor mergulha seu bico de pena no tinteiro quando a tinta estiver acabando na ponta da ferramenta.
Foi criado em 1884, para melhorar a escrita. Antes usado com canetas de tinteiro, atualmente para carimbos, etc.